# La Bombonera
L'Estadio Alberto J. Armando, communément surnommé la Bombonera (« boîte à bonbons »), est un stade de football situé dans le quartier de La Boca à Buenos Aires (Argentine). C'est le domicile de l'équipe argentine de Boca Juniors, l'une des équipes les plus titrées en Argentine et dans le monde. Avec ses 57 200 places, il est le troisième stade d'Argentine par sa capacité. Le stade reconnu comme une institution d'intérêt sportif, touristique et culturel de la ville a été inauguré le 25 mai 1940. Il est nommé d'après Alberto José Armando un célèbre dirigeant du football argentin et président du Boca Juniors pendant vingt ans. Sa forme particulière avec trois tribunes légèrement incurvées et un bâtiment droit sans aucun lien avec le reste lui confère le surnom la Bombonera.

## Construction et inauguration

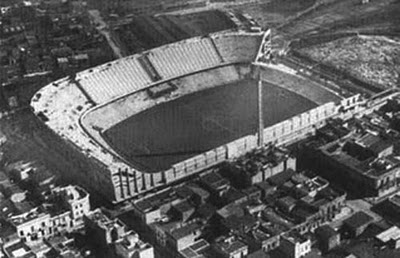
Le stade en construction

Au début le club de Boca Juniors jouait au stade de Brandsen et Del Crucero d'une capacité de 25 000 places et construit en bois. Le stade ouvert en 1924 sera détruit en 1938 pour construire au même endroit un nouveau stade. Le club avait acquis le terrain en 1931. Pendant les travaux Boca Juniors jouait ses matchs au stade de Ferro Carril Oeste.
Vers 1934, après l'organisation d'un concours, le projet de construction du stade est achevé. Le lauréat, qui a privilégié l'utilisation de structures en béton armé, est l'architecte slovène Viktor Sulčič (en).
Le 18 février 1938, le président du club Camilo Cichero pose la première pierre en présence du chef de l'état Agustín Pedro Justo.
Le stade a trois tribunes légèrement incurvés, le quatrième côté est constitué d'une structure simple et isolée qui n'a aucun rapport avec la conception architecturale du reste. Comme le nouveau stade devait être construit sur le même site que le précédent, il fallait construire des tribunes rapprochées, avec des étages supérieurs surplombant les étages inférieurs, créant une pente raide et inhabituelle. En raison du manque de place, le long de la rue Del Valle Iberlucea, il n'y a qu'une petite tribune avec des loges par-dessus. 
Le stade fut inauguré le 25 mai 1940 sous la présidence du club de Eduardo Sánchez Terrero, lors d'un match amical de Boca Juniors contre San Lorenzo, une autre équipe de Buenos Aires. Boca Juniors s'imposa 2 à 0, le premier but dans le nouveau stade est inscrit par Ricardo Alarcón dès la 13e minute de jeu. Le match suivant, comptant cette fois pour la compétition officielle, opposa le 2 juin Boca Juniors aux rosarinos de Newell's Old Boys. Boca Juniors s'imposa à nouveau 2 à 0, avec des buts de Ricardo Alarcón et Bernardo Gandulla.

## Rénovations
Les travaux se sont poursuivis et le 16 novembre 1941, le deuxième étage du côté Nord a été inauguré et en 1951, tout le troisième étage a commencé à être construit et le système d'éclairage artificiel a été installé en 1953. Le 12 février 1953, le stade a été rouvert avec un match amical contre les Croates de Hajduk Split, qui s'est soldé par un match nul 1:1. 
Depuis, le stade n'a pas changé jusqu'en 1996, lorsque sous la présidence de Mauricio Macri sa capacité a été portée à 57 503 places. Pour ce faire, les anciennes loges qui surplombaient la rue Del Valle Iberlucea ont été démolies, remplacées par une petite tribune. Au-dessus de cette tribune furent construites les nouvelles loges, cette fois en structure métallique. Pour les premiers matchs joués dans cette nouvelle Bombonera, Boca Juniors connut d'abord une déroute 0-6 face au Gimnasia La Plata, puis une victoire 4-1 face à River Plate et une autre 3-1 contre l'Universidad de Chile. 
Un tableau d'affichage électronique a été installé en 2008, ce qui en fait le troisième stade en Argentine à adopter cette technologie, après ceux de Vélez Sársfield et de River Plate. Contrairement à ces deux premiers, celui de Boca est composé de deux écrans latéraux et du central, ce qui le rend beaucoup plus large que ses prédécesseurs.
Des modifications importantes étaient planifiées pour 1975 par le président Alberto José Armando, mais durent être abandonnées notamment à cause de la situation politique et économique difficile en Argentine durant cette période.
Fin 2021, des travaux d'assainissement du terrain de jeu ont repris en raison des mauvaises conditions qu'il présentait ces dernières années lors des matchs sous la pluie. En 2022, les vestiaires de Boca et de l'équipe visiteuse ont également été remodelés. Des statues d'idoles de Boca telles que Martín Palermo, Juan Román Riquelme, ont été ajoutées à l'intérieur des couloirs. Face aux changements intervenus ces deux dernières années, le club a annoncé que le stade avait une capacité maximale de 57 200 spectateurs, mais des aménagements devraient la porter à 59 000.
Un projet nommé Bombonera 360 a vu le jour, il prévoit de fermer complètement le stade en passant par-dessus la rue  Del Valle Iberlucea,.

## Matchs internationaux
L'équipe d'Argentine dispute son premier match à la Bombonera le 14 novembre 1956, avec un match amical contre l'Uruguay (score final 2 à 2). Jusqu'au 25 mars 2022, l'Argentine aura disputé 28 matchs, avec 18 victoires et 8 nuls. Les deux seules défaites étaient en 1971 contre l'équipe de France (3 à 4) et en 1977 contre l'Allemagne (1 à 3).

## Changements de nom
Le surnom "La Bombonera" est né avec le projet de l'architecte Viktor Sulčič. À l'occasion de son anniversaire, un ami lui a offert une boîte de chocolats, que Sulčič a commencé à apporter lors de réunions avec l'ingénieur Delpini et d'autres participants au projet, car sa forme était presque exactement la même que celle du stade qu'il concevait. Dès lors, avant même sa construction, c'était La Bombonera pour tout le monde, y compris les autorités du club, qui l'appelaient ainsi dans des discours le jour de son inauguration.
Le stade fut officiellement nommé Camilo Cichero en 1986, d'après le nom du président qui initia sa construction en 1938. Il fut renommé officiellement Alberto J. Armando en 2002.

## Autour du stade
Aussi bien l'intérieur que l'extérieur du stade sont décorés de peintures murales de l'artiste Pérez Celis, représentant de nombreux joueurs célèbres du club et différents aspects de la culture du quartier.
Le stade abrite également depuis 2001 un musée célébrant l'histoire du club.

## Galerie

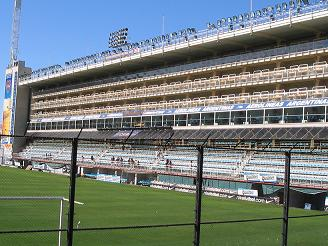
Les loges
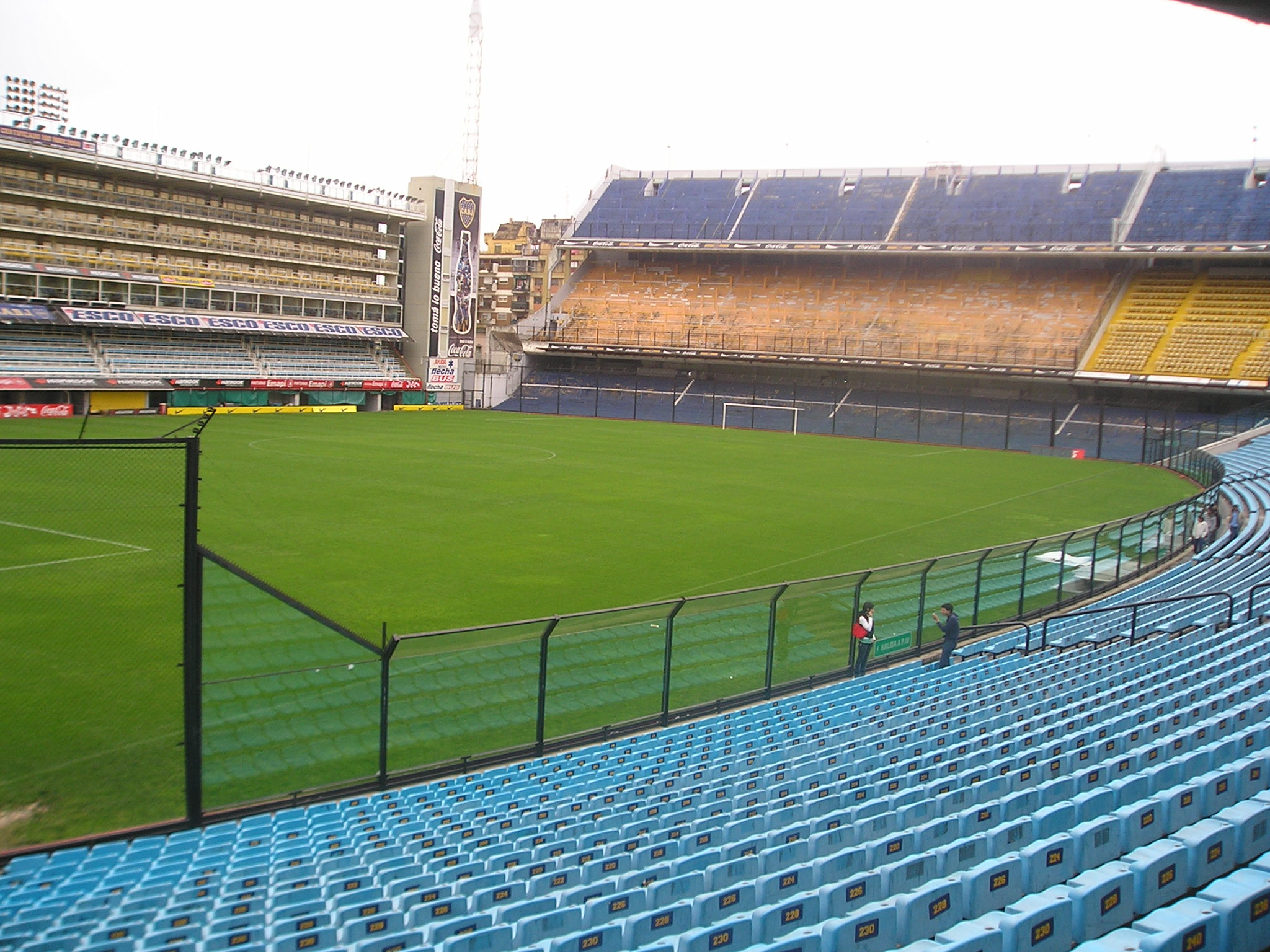
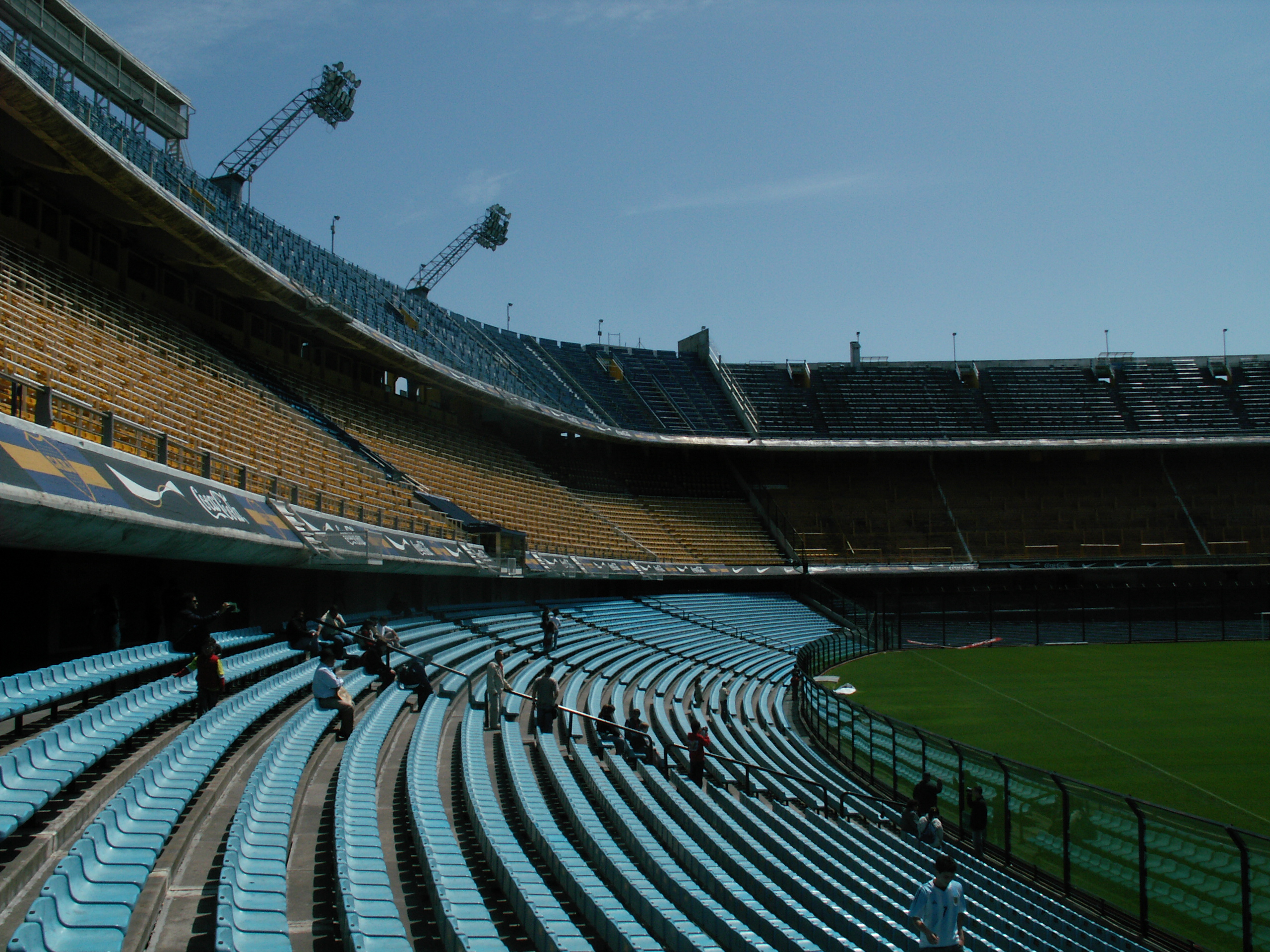
Vue intérieure
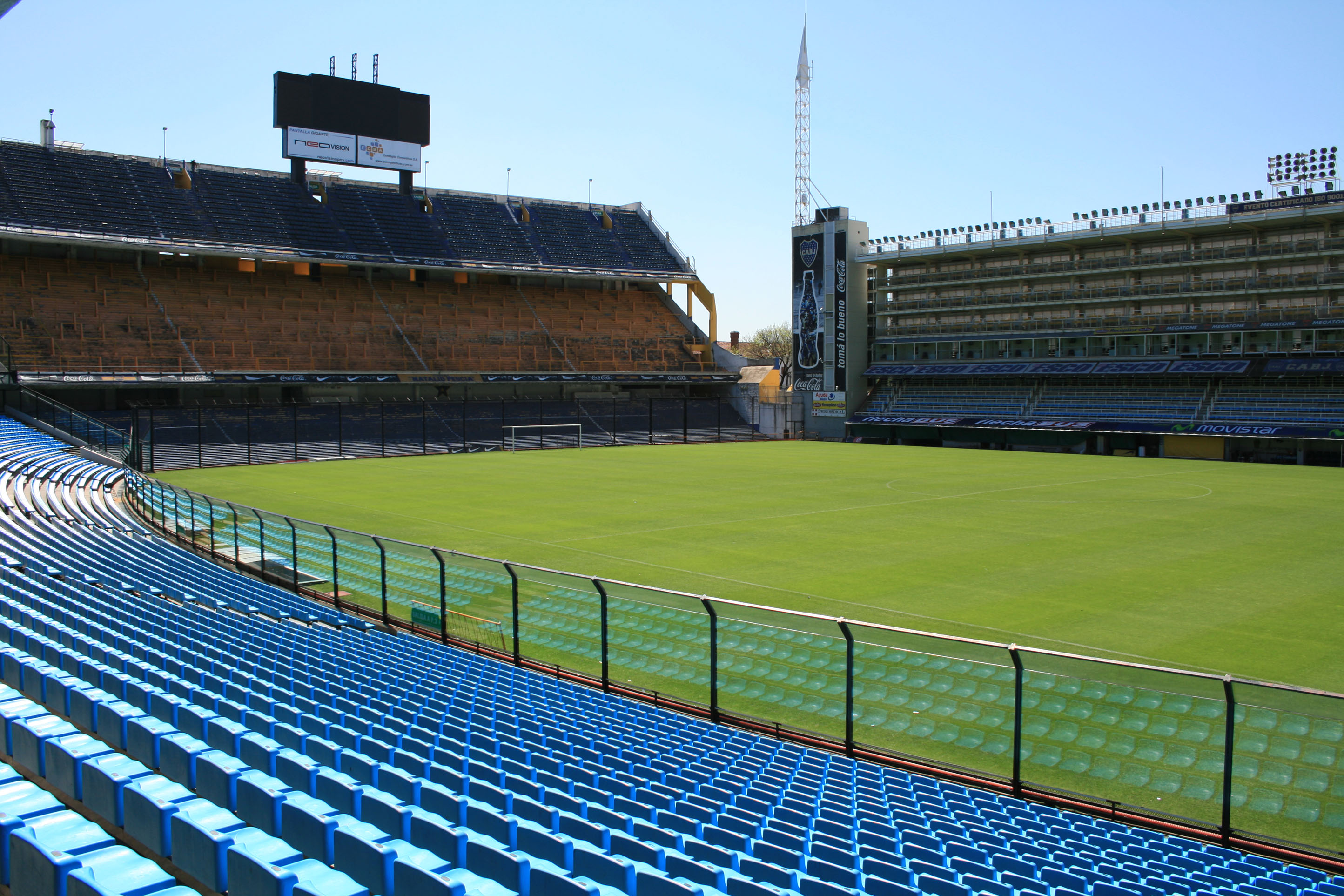
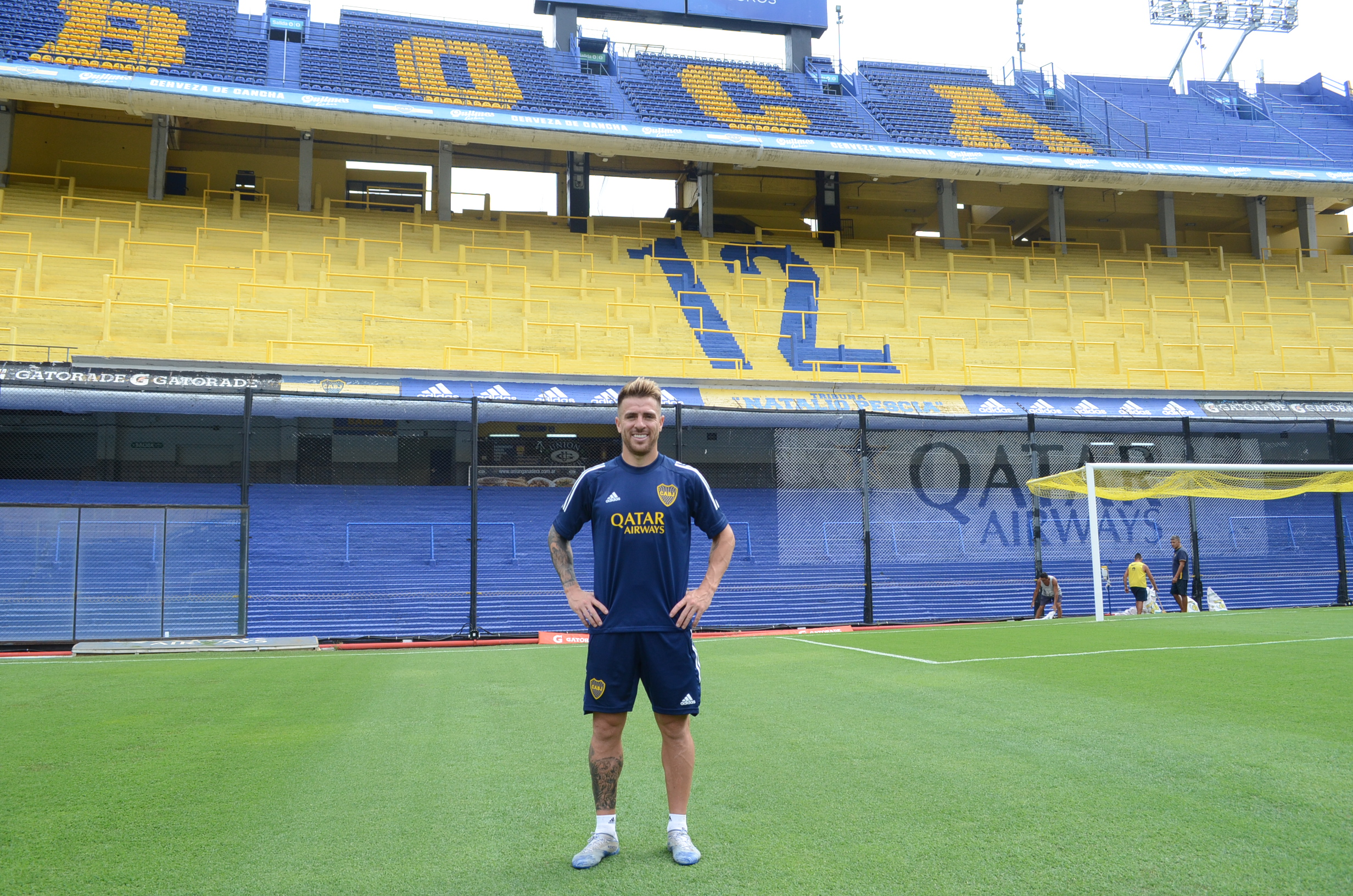
La tribune 12 des Ultras
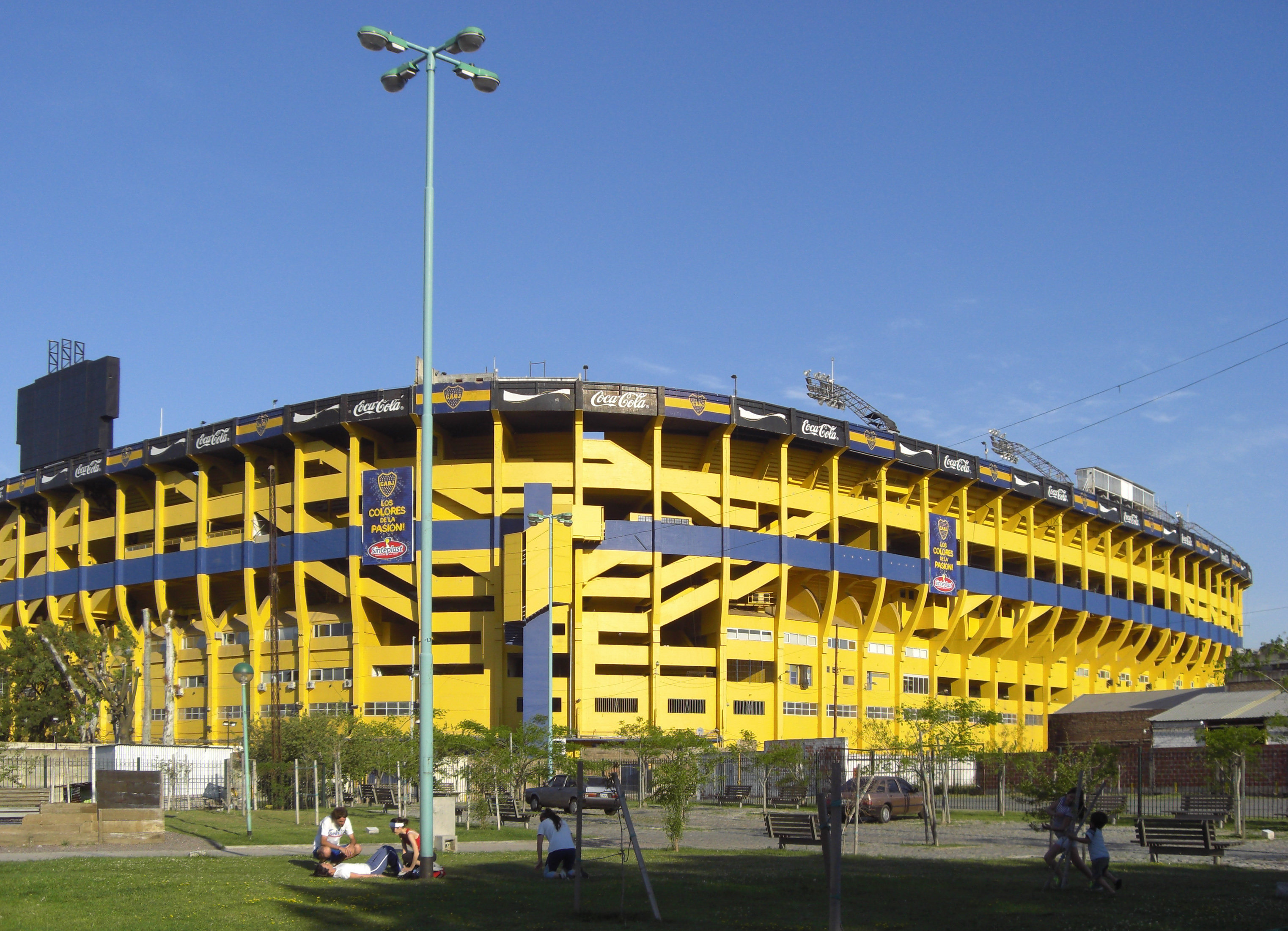
Vue extérieure
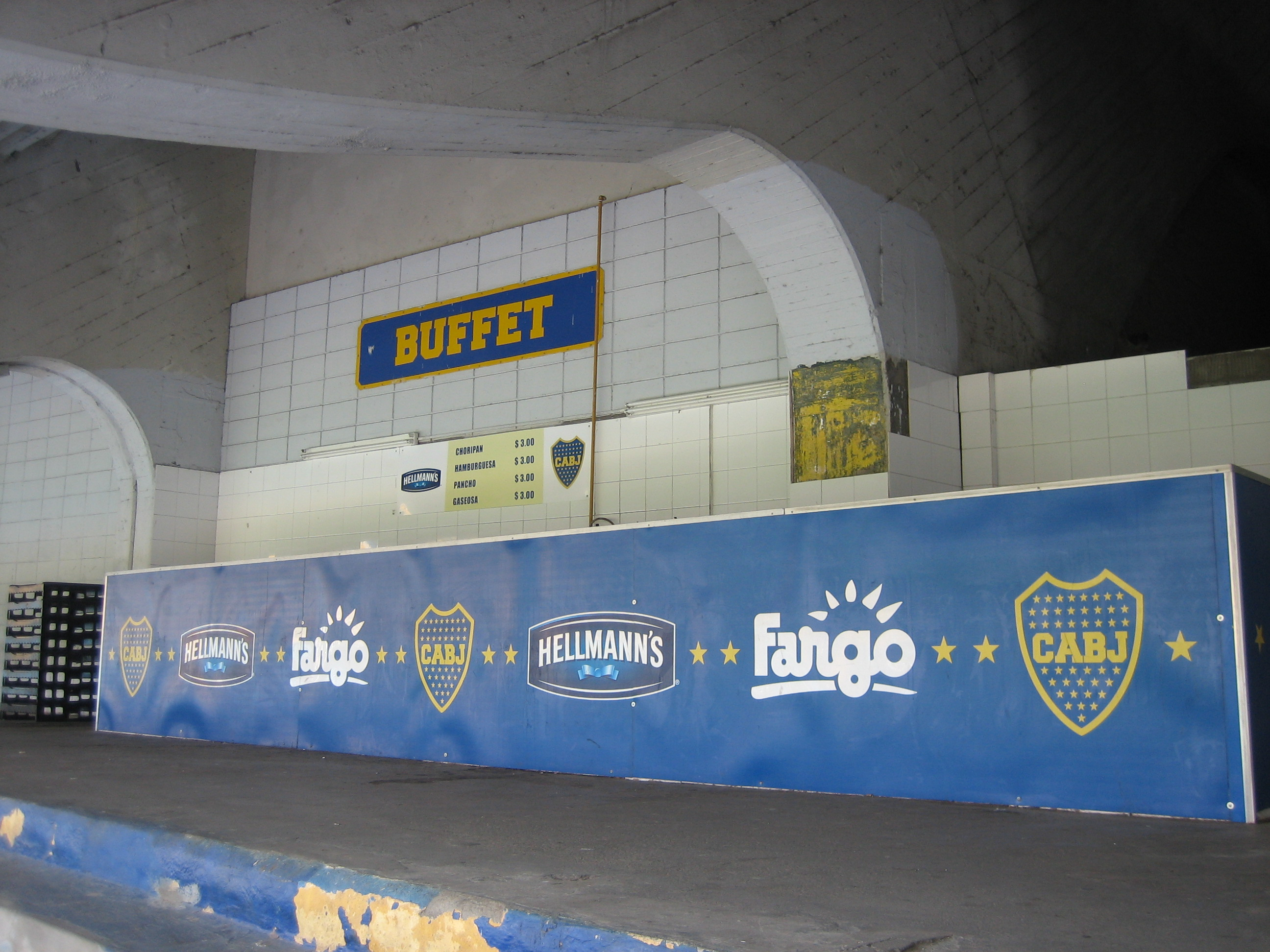
Espace buffet
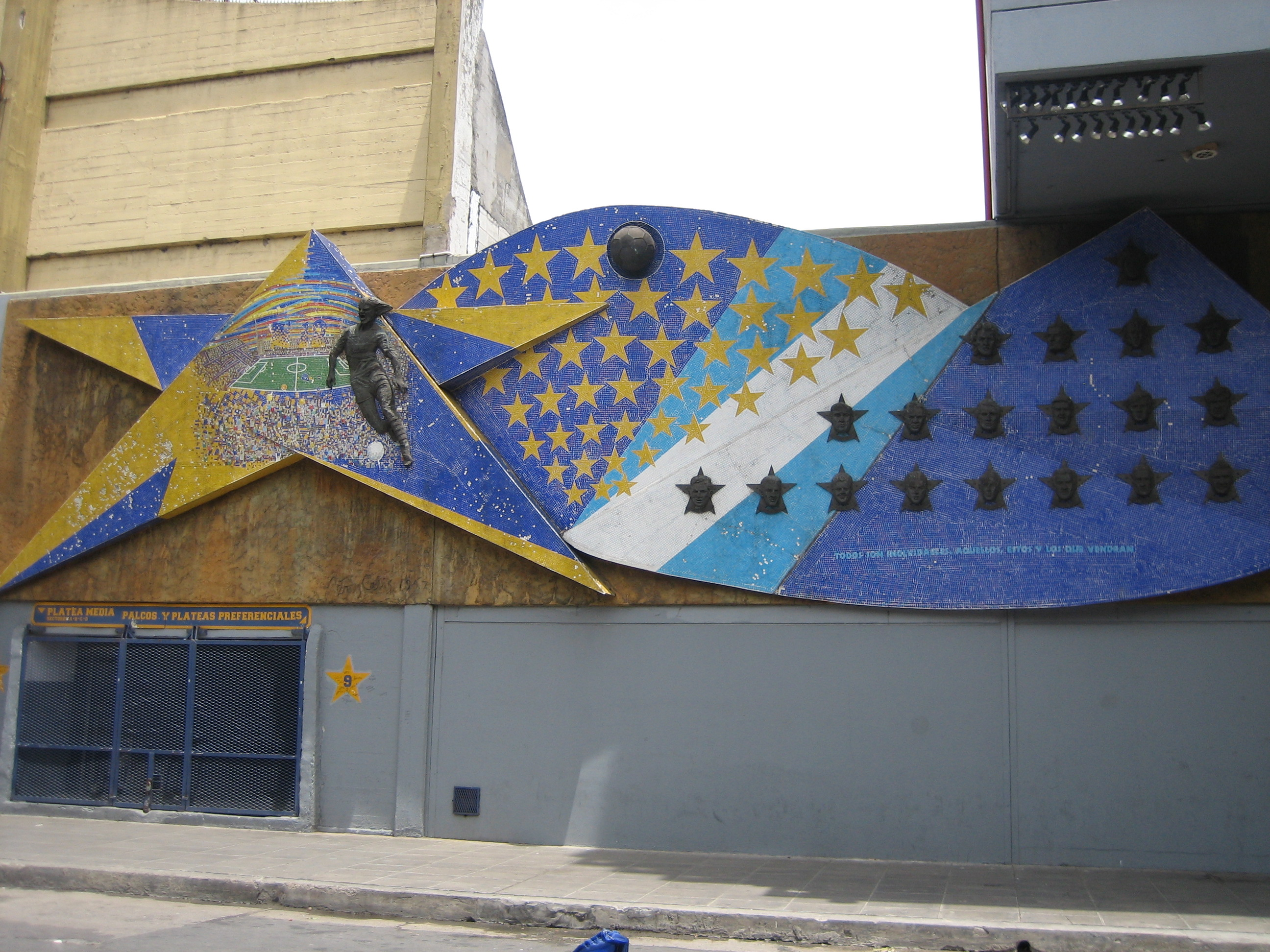
Les stars de Boca Juniors, devant le stade Bombonera
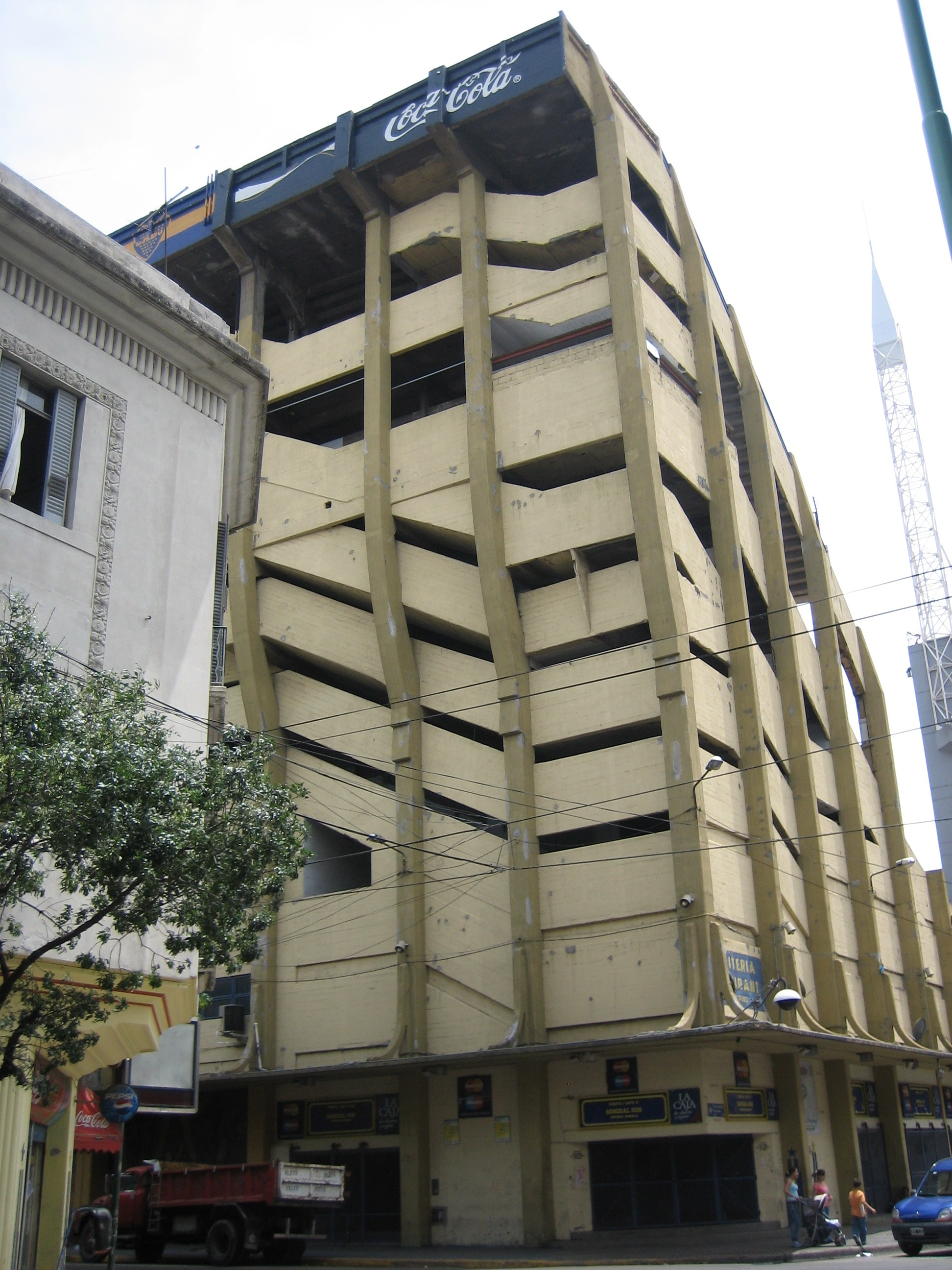
La tribune General Sur
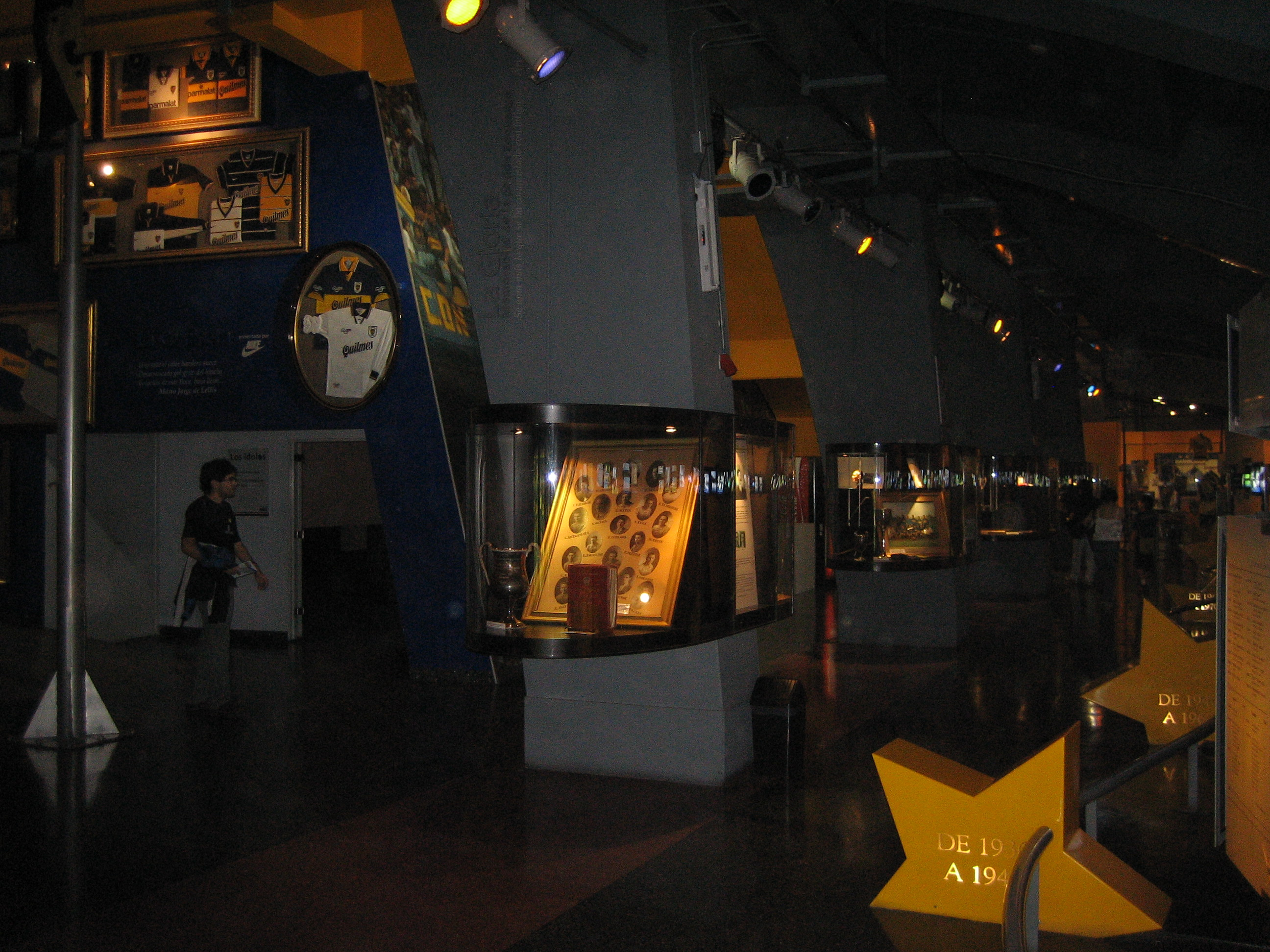
Intérieur du musée de Boca